# 壽山車站

高雄車站附近軌道示意圖
未列出臨港線支線、未依實際距離繪製

壽山車站位於台灣高雄市鼓山區，為臺灣鐵路管理局縱貫線、屏東線已廢除的鐵路車站。位置約在高雄市北斗街平交道口，高雄環狀輕軌文武聖殿站與鼓山區公所站之間。

## 歷史
- 1931年8月1日：設山下町臨時停車場[1]。
- 1942年：汽油車停駛，休業。
- 1952年2月10日：復設山下町車站，初期為鐵路員工通勤列車站，不對外營業。
- 1952年7月1日：改為壽山車站，正式對外營業，為簡易站，只停靠汽油車[2]。
- 1958年4月5日：降為招呼站，由高雄港車站管理。
- 1962年：廢止。
- 目前僅存一座月臺的殘跡，其餘者皆已拆卸。

## 車站構造
- 通過站，月臺2座（縱貫線上行側式月臺一座，縱貫線下行及屏東線上下行單線雙向島式月臺一座）。

## 利用狀況
| 年       | 年間   | 年間   | 年間     | 年間   | 單日平均 | 單日平均 |
| 年       | 上車   | 下車   | 上下車計 | 來源   | 上車     | 上下車   |
| -------- | ------ | ------ | -------- | ------ | -------- | -------- |
| 1931年度 | 24,409 | 18,366 | 42,775   | [ 3 ]  | 100      | 175      |
| 1932年度 | 21,738 | 14,798 | 36,536   | [ 4 ]  | 60       | 100      |
| 1933年度 | 49,516 | 43,092 | 92,608   | [ 5 ]  | 136      | 254      |
| 1934年度 | 49,704 | 44,979 | 94,683   | [ 6 ]  | 136      | 259      |
| 1935年度 | 53,379 | 41,443 | 94,822   | [ 7 ]  | 146      | 259      |
| 1936年度 | 62,524 | 59,701 | 122,225  | [ 8 ]  | 171      | 335      |
| 1937年度 | 66,359 | 63,279 | 129,638  | [ 9 ]  | 182      | 355      |
| 1938年度 | 66,164 | 61,918 | 128,082  | [ 10 ] | 181      | 351      |
| 沒資料   |        |        |          |        |          |          |

## 車站週邊
- 高雄大義宮
- 文武聖殿

## 來源資料
1. ↑  . . 臺灣總督府 (國立國會圖書館 數位典藏). 1932: 頁35  [2021-12-05]. （原始内容存档于2021-11-12）.
2. ↑  . 臺灣民聲日報. 1952-06-28  [2021-12-05]. （原始内容存档于2021-12-05）. 南部商旅需要起見自七月一日起臺南―屏東間及臺南高雄間汽油列車（中略）臺南之東門、高雄之壽山三塊厝高雄港四站爲汽油車停點站
3. ↑  台灣總督府交通局鐵道部. . . 1932-12-23: 頁32–39  [2020-10-03]. （原始内容存档于2021-11-13） （日语）. 國立國會圖書館
4. ↑  台灣總督府交通局鐵道部. . . 1933-12-23: 頁32–39  [2020-10-03]. （原始内容存档于2018-02-28） （日语）. 國立國會圖書館
5. ↑  台灣總督府交通局鐵道部. . . 1934-12-23: 頁32–39  [2020-10-03]. （原始内容存档于2021-11-24） （日语）. 國立國會圖書館
6. ↑  台灣總督府交通局鐵道部. . . 1935-12-20: 頁32–39  [2020-10-03]. （原始内容存档于2021-11-23） （日语）. 國立國會圖書館
7. ↑  台灣總督府交通局鐵道部. . . 1936-12-25: 頁32–39  [2020-10-03]. （原始内容存档于2021-02-06） （日语）. 國立國會圖書館
8. ↑  台灣總督府交通局鐵道部. . . 1937-12-20: 頁30–37  [2020-10-03]. （原始内容存档于2021-08-05） （日语）. 國立國會圖書館
9. ↑  台灣總督府交通局鐵道部. . . 1938-12-20: 頁30–31  [2020-10-03]. （原始内容存档于2019-06-10） （日语）. 國立國會圖書館
10. ↑  台灣總督府交通局鐵道部. . . 1939-12-20: 頁32–39  [2020-10-03]. （原始内容存档于2019-05-10） （日语）. 國立國會圖書館

22°38′14″N 120°16′49″E / 22.63722°N 120.28028°E